# بادان أرام
بادان آرام أو بادان-آرام ([פַדַּן אֲרָם] خطأ: {{اللغة}}: نص الرومنة ليس بالخط اللاتيني (الموضع 1: ب) (مساعدة)) كانت منطقة توراتية تشير إلى السهل الشمالي من آرام نهرين. بادان آرام في الآرامية تعني حقل آرام، وهو اسم يميز الأراضي السهلية عن المناطق الجبلية إلى الشمال والشرق. في سفر التكوين، يصف إبراهيم، أب الأديان الإبراهيمية، آرام بأنها "أرضي" (تكوين 24:4).

## في الكتاب العبري
يشير بادان آرام إلى منطقة حاران في ميزوبوتاميا العليا. "بادان آرام" و"حاران" قد يكونان اختلافات لهجوية تشير إلى نفس المكان، حيث أن كلمتي paddanū وharranū في الأكادية مرادفتان لكلمة "طريق" أو "مسار قوافل".
تظهر بادان آرام أو بادان في 11 آية في الكتاب العبري، كلها في سفر التكوين. يُنسب معظم هذه الآيات وفقًا لنظرية الوثائق إلى المصدر الكهنوتي والباقي إلى محرر لاحق.
كانت مدينة حاران، حيث استقر إبراهيم ووالده تارح بعد مغادرتهما أور الكلدانيين في طريقهما إلى كنعان، وفقًا لسفر التكوين 11:31، تقع في بادان آرام، وهي الجزء من آرام نهرين "آرام بين الأنهار" الذي يمتد على نهر الفرات. استقر أخو إبراهيم ناهور بن تارح في تلك المنطقة. وعاش فيها ابن أخ إبراهيم بتوئيل، ابن ناهور وميلكة، وأب لبان ورفقة. أرسل إبراهيم وكيله هناك ليجد زوجة لابنه إسحاق من أقاربه، فوجد الوكيل رفقة.
أُرسل يعقوب ابن إسحاق ورفقة إلى هناك لتجنب غضب أخيه عيسو. هناك عمل يعقوب لدى لابان، وأنجب أحد عشر ولدًا وابنة واحدة، دينة، (تكوين 35:22–26؛ 46:15) وجمع مواشٍ وثروة. (تكوين 31:18) من هناك، ذهب يعقوب إلى شكيم وإلى أرض إسرائيل، حيث وُلد له الابن الثاني عشر. (تكوين 33:18)

## في التفسير الربّاني
في المדרש، علّم إسحاق بار يهوذا أن أهل بادان آرام كانوا مخادعين وكانت رفقة كالزنبق بين الشوك. (تكوين ربّاح 63:4 انظر أيضًا لاويين ربّاح 23:1 (مخادعون); نشيد الأنشاد ربّاح 2:4 (محتالون); الزوهار، برشيت 1:136ب (أشرار); راشي على تكوين 25:20 (أشرار).) اعتبر الحاخام إسحاق إقامة رفقة في بادان آرام رمزًا لمصير إسرائيل بين الأمم. (الزوهار، برشيت 1:137أ.) [بحاجة لمصدر]